# 혼다 다다노리
혼다 다다노리(일본어: 本多忠徳, 1818년 10월 17일 ~ 1860년 7월 29일)는 일본 에도 시대의 다이묘로, 이즈미번의 5대 번주이다. 어릴적 이름은 지노스케(治之助), 세이노조(晴之丞)이며, 통칭은 조사부로(長三郎)이다. 호는 급심재(汲深斎)이고, 관위는 종5위하, 엣추노카미이다.
이즈미 번의 4대 번주 혼다 다다토모의 셋째 아들로 태어났다. 형이 일찍 사망하면서 세자 자리에 올랐고, 1836년에 아버지가 은거하면서 번주직을 계승하였다. 번교 급심관(汲深館)을 세웠고, 문무 장려, 번 풍속 일신, 문화 융성을 꾀했다. 1860년에 에도에서 43세의 나이로 사망하였고, 동생 다다토시가 양자로서 그 뒤를 이었다.
| 전임 혼다 다다토모 | 제5대 이즈미번 번주 (혼다가) 1836년 ~ 1860년 | 후임 혼다 다다토시 |